# かたなかじ
かたなかじは、日本のライトノベル作家である。

## 概要
埼玉県在住。昔から一次創作や二次創作を行なっていたものの、しばしば途中で辞めてしまうときが合ったと話している。その後、一定の文字数を投稿していくことができる小説投稿サイト「小説家になろう」を知ったことを機に、2015年から「小説家になろう」で投稿を始めた。第4回ネット小説大賞では『再召喚された勇者は一般人として生きていく?』で金賞を受賞し、2017年に同作でデビューした。

## 作品一覧

### 小説
- 『再召喚された勇者は一般人として生きていく？』シリーズ（イラスト: 弥南せいら、宝島社）[1]
- 『魔眼と弾丸を使って異世界をぶち抜く！』シリーズ（イラスト: 赤井てら、HJノベルス〈ホビージャパン〉）[4]
- 『才能〈ギフト〉がなくても冒険者になれますか?〜ゼロから始まる『成長』チート〜』シリーズ（イラスト: teffish、HJノベルス〈ホビージャパン〉）[5]
- 『いずれ水帝と呼ばれる少年 〜水魔法が最弱？ お前たちはまだ本当の水魔法を知らない！〜』（イラスト: カラスロ、角川スニーカー文庫〈KADOKAWA〉）[6]

### 漫画原作
- 『世界に一人、全属性魔法の使い手』（作画：山田こたろ、構成：萩織章仁、異世界ヤンジャン〈集英社〉）